# Kalimeris integrifolia
Kalimeris integrifolia là một loài thực vật có hoa trong họ Cúc. Loài này được Turcz. ex DC. mô tả khoa học đầu tiên năm 1836.